# Amstel Gold Race 2008
La 43e édition de l'Amstel Gold Race a eu lieu le 20 avril 2008. Disputée sur 257,4 kilomètres, elle est partie de Maastricht pour se conclure au sommet du Cauberg à Fauquemont-sur-Gueule. Elle a été remportée par l'Italien Damiano Cunego, devant le Luxembourgeois Fränk Schleck et l'Espagnol Alejandro Valverde. Il s'agit de la cinquième épreuve de l'UCI ProTour 2008.

## Présentation

### Contexte
Huitième épreuve du ProTour en 2007, l'Amstel Gold Race en est la cinquième manche en 2008 en raison du retrait des courses organisées par les sociétés Amaury Sport Organisation, Unipublic et RCS Sport.
L'Allemand André Greipel (Team High Road), est en tête du classement individuel de ce circuit grâce à sa victoire au Tour Down Under en janvier. Il devance les vainqueurs du Tour du Pays basque et du Tour des Flandres, Alberto Contador (Astana) et Stijn Devolder (Quick Step).
L'Amstel Gold Race ouvre la semaine des classiques ardennaises. La Flèche wallonne et Liège-Bastogne-Liège ont lieu respectivement le mercredi et le dimanche suivant.

### Parcours
Le départ de la course est donné sur la Grand place de Maastricht. Le parcours de 257.4 kilomètres est jalonné de 31 difficultés.

### Équipes participantes
Outre les dix-huit équipes ProTour, cinq équipes continentales professionnelles ont été invitées à participer à cette édition : Barloworld, Landbouwkrediet-Tönissteiner, Skil-Shimano, Slipstream Chipotle, Topsport Vlaanderen.
| ProTeams (18)- AG2R-La Mondiale - Astana - Bouygues Telecom - Caisse d'Épargne - Cofidis-Le Crédit par Téléphone - Crédit agricole - Euskaltel-Euskadi - La Française des jeux - Liquigas - Lampre - Gerolsteiner - Quick Step - Rabobank - Saunier Duval-Scott - Silence-Lotto - CSC - High Road - Team Milram Équipes continentales professionnelles (5)- Barloworld - Landbouwkrediet-Tönissteiner - Skil-Shimano - Slipstream-Chipotle - Topsport Vlaanderen |
| |

### Principaux coureurs
Quatre anciens vainqueurs de l'Amstel Gold Race sont au départ. L'équipe allemande Gerolsteiner en compte deux dans son effectif, qui avaient en outre réalisé le doublé en 2007 : le tenant du titre Stefan Schumacher et l'Italien Davide Rebellin. Ce dernier s'est montré en forme en fin d'hiver en remportant notamment Paris-Nice. La Team CSC sera emmenée par le Luxembourgeois Fränk Schleck, lauréat de l'édition 2006. Enfin, la Team Milram compte dans ses rangs Erik Zabel, vainqueur en 2000, à l'époque où l'arrivée n'était pas située au sommet du Cauberg.
L'équipe locale Rabobank se présente pour la première fois sans son ancien leader Michael Boogerd. Le coureur néerlandais, présent à sept reprises sur le podium et vainqueur en 1999, a achevé sa carrière à la fin de la saison 2007. L'équipe garde cependant un effectif solide : Óscar Freire s'est imposé sur Gand-Wevelgem, Juan Antonio Flecha a été troisième du Tour des Flandres deux semaines plus tôt, Joost Posthuma a remporté les Trois Jours de La Panne, Thomas Dekker a fini troisième du Tour du Pays basque. Enfin, le jeune Robert Gesink a été la révélation de Paris-Nice.
Leader de la Caisse d'Épargne, Alejandro Valverde a remporté Paris-Camembert quelques jours auparavant et s'était imposé sur la Flèche wallonne et Liège-Bastogne-Liège en 2006. Il compte à ses côtés notamment le lauréat du Tour de France 2006 Óscar Pereiro.
Outre Dekker, plusieurs coureurs s'étant montré à leur avantage au Tour du Pays basque sont présents. Kim Kirchen, double vainqueur d'étape, est le leader de l'équipe Team High Road et Damiano Cunego est celui de la Lampre. Sandy Casar mène l'équipe La Française des jeux en compagnie de Philippe Gilbert, fort de cinq victoires en début de saison. Le Belge Maxime Monfort sera avec Sylvain Chavanel le principal atout de l'équipe Cofidis, en l'absence 
de Nick Nuyens, deuxième du récent Tour des Flandres, qui a déclaré forfait en raison d'une inflammation aux genoux. Mikel Astarloza emmène la formation basque Euskaltel-Euskadi,
Les espoirs de l'équipe Saunier Duval-Scott reposent sur Riccardo Riccò, neuvième en 2007, et qui a fait des classiques ardennaises l'un des objectifs de saison.
Le double champion du monde Paolo Bettini (Quick Step) sera absent, souffrant d'une côte fracturée contractée sur chute au Tour du Pays basque. Troisième en 2007 et premier en 2005, Danilo Di Luca n'est pas présent, son équipe LPR Brakes n'étant pas invitée.

## Récit de la course
La grande échappée du jour se forme au 35e kilomètres. Yuriy Krivtsov (AG2R La Mondiale), Albert Timmer (Skil-Shimano) et Kristof Vandewalle (Topsport Vlaanderen) font la course en tête pendant plus de 180 kilomètres, comptant jusqu'à près de 13 minutes d'avance. Ils sont repris à une quarantaine de kilomètres de l'arrivée, peu avant le Loorberg (nl).
Malgré les attaques répétées des coureurs de la CSC, le peloton est resté dense. Après le regroupement, un groupe de cinq coureurs se portent en tête. Composé de Robert Gesink (Rabobank), Philippe Gilbert (La Française des jeux), Kim Kirchen (Team High Road), Igor Astarloa (Team Milram) et Mario Aerts (Silence-Lotto), il reste peu de temps à l'avant. Après deux tentatives vaines des Italiens Carlo Scognamiglio (Barloworld) puis Dario Cataldo (Liquigas) dans le Kruisberg, Kim Kirchen attaque dans l'Eyserbosweg, suivi par Johan Vansummeren (Silence-Lotto). Cette initiative ne porte pas fruit, mais opère une sélection à l'avant de la course.
À 17 kilomètres de l'arrivée, c'est au tour du Russe Sergueï Ivanov (Astana) de se porter en tête, rattrapé par le champion d'Autriche Christian Pfannberger (Barloworld). Leur duo compte 12 secondes d'avance avant de susciter une vive réaction de ses poursuivants. Sept coureurs les rejoignent à douze kilomètres : Davide Rebellin (Gerolsteiner), Joaquim Rodríguez, Alejandro Valverde (Caisse d'Épargne), Fränk Schleck, Karsten Kroon (Team CSC) et Damiano Cunego (Lampre). Rodriguez roule en tête du groupe, empêchant le retour des poursuivants emmenés par Gesink pour ramener Óscar Freire à l'avant de la course.
Les neuf coureurs arrivent au pied du Cauberg pour se disputer la victoire. Après un relais de Kroon, Schleck est en tête à 500 mètres de l'arrivée et décroche Rebellin et Valverde. Cunego le suit, puis le passe au sprint dans les derniers hectomètres. Valverde complète le podium avec deux secondes de retard.
Damiano Cunego, qui participait pour la première fois à l'Amstel Gold Race, remporte sa troisième victoire sur une grande classique après ses deux succès au Tour de Lombardie. Elle lui permet de détrôner André Greipel en tête du classement du ProTour.

## Classements

### Classement de la course
| \| Classement général \| Classement général \| Classement général \| Classement général \| Classement général \| \| Coureur \| Coureur \| Pays \| Équipe \| Temps \| \| ------------------ \| --------------------- \| ------------------ \| --------------------- \| ------------------ \| \| 1er \| Damiano Cunego \| Italie \| Lampre \| 6 h 35 min 29 s \| \| 2e \| Fränk Schleck \| Luxembourg \| CSC \| + 0 s \| \| 3e \| Alejandro Valverde \| Espagne \| Caisse d'Épargne \| + 2 s \| \| 4e \| Davide Rebellin \| Italie \| Gerolsteiner \| + 2 s \| \| 5e \| Thomas Dekker \| Pays-Bas \| Rabobank \| DQ \| \| 6e \| Christian Pfannberger \| Autriche \| Barloworld \| + 14 s \| \| 7e \| Sergueï Ivanov \| Russie \| Astana \| + 18 s \| \| 8e \| Joaquim Rodríguez \| Espagne \| Caisse d'Épargne \| + 23 s \| \| 9e \| Karsten Kroon \| Pays-Bas \| CSC \| + 27 s \| \| 10e \| Jérôme Pineau \| France \| Bouygues Telecom \| + 45 s \| \| 11e \| Fabian Wegmann \| Allemagne \| Gerolsteiner \| + 45 s \| \| 12e \| Simon Gerrans \| Australie \| Crédit Agricole \| + 45 s \| \| 13e \| Rinaldo Nocentini \| Italie \| AG2R-La Mondiale \| + 45 s \| \| 14e \| Benoît Vaugrenard \| France \| La Française des jeux \| + 51 s \| \| 15e \| Stefan Schumacher \| Allemagne \| Gerolsteiner \| + 51 s \| \| 16e \| Kjell Carlström \| Finlande \| Liquigas \| + 51 s \| \| 17e \| Johan Vansummeren \| Belgique \| Silence-Lotto \| + 56 s \| \| 18e \| Martin Elmiger \| Suisse \| AG2R-La Mondiale \| + 56 s \| \| 19e \| Óscar Freire \| Espagne \| Rabobank \| + 56 s \| \| 20e \| Kim Kirchen \| Luxembourg \| High Road \| + 1 min 00 s \| |                       |            |                       |                 |
| |                       |            |                       |                 |
| |                       |            |                       |                 |
| Classement général |                       |            |                       |                 |
| Coureur | Coureur               | Pays       | Équipe                | Temps           |
| 1er | Damiano Cunego        | Italie     | Lampre                | 6 h 35 min 29 s |
| 2e | Fränk Schleck         | Luxembourg | CSC                   | + 0 s           |
| 3e | Alejandro Valverde    | Espagne    | Caisse d'Épargne      | + 2 s           |
| 4e | Davide Rebellin       | Italie     | Gerolsteiner          | + 2 s           |
| 5e | Thomas Dekker         | Pays-Bas   | Rabobank              | DQ              |
| 6e | Christian Pfannberger | Autriche   | Barloworld            | + 14 s          |
| 7e | Sergueï Ivanov        | Russie     | Astana                | + 18 s          |
| 8e | Joaquim Rodríguez     | Espagne    | Caisse d'Épargne      | + 23 s          |
| 9e | Karsten Kroon         | Pays-Bas   | CSC                   | + 27 s          |
| 10e | Jérôme Pineau         | France     | Bouygues Telecom      | + 45 s          |
| 11e | Fabian Wegmann        | Allemagne  | Gerolsteiner          | + 45 s          |
| 12e | Simon Gerrans         | Australie  | Crédit Agricole       | + 45 s          |
| 13e | Rinaldo Nocentini     | Italie     | AG2R-La Mondiale      | + 45 s          |
| 14e | Benoît Vaugrenard     | France     | La Française des jeux | + 51 s          |
| 15e | Stefan Schumacher     | Allemagne  | Gerolsteiner          | + 51 s          |
| 16e | Kjell Carlström       | Finlande   | Liquigas              | + 51 s          |
| 17e | Johan Vansummeren     | Belgique   | Silence-Lotto         | + 56 s          |
| 18e | Martin Elmiger        | Suisse     | AG2R-La Mondiale      | + 56 s          |
| 19e | Óscar Freire          | Espagne    | Rabobank              | + 56 s          |
| 20e | Kim Kirchen           | Luxembourg | High Road             | + 1 min 00 s    |

En raison d'un contrôle antidopage positif à l'EPO, effectué en décembre 2007 et réanalysé en 2009, les résultats de Thomas Dekker postérieurs au 24 décembre 2007 sont annulés

### Classement UCI
La course attribue des points au classement UCI ProTour 2008 selon le barème suivant :
| Position           | 1er | 2e | 3e | 4e | 5e | 6e | 7e | 8e | 9e | 10e |
| Classement général | 40  | 30 | 25 | 20 | 15 | 11 | 7  | 5  | 3  | 1   |

Après cette cinquième épreuve le classement est le suivant :
| #  | Coureur             | Équipe           | Points | Précédent | Evolution |
| -- | ------------------- | ---------------- | ------ | --------- | --------- |
| 1  | Damiano Cunego      | Lampre           | 73     | ??        | ??        |
| 2  | André Greipel       | High Road        | 62     | ??        | ??        |
| 3  | Alberto Contador    | Astana           | 58     | ??        | ??        |
| 4  | Thomas Dekker       | Rabobank         | 52     | ??        | ??        |
| 5  | Stijn Devolder      | Quick Step       | 50     | ??        | ??        |
| 6  | José Joaquín Rojas  | Caisse d'Épargne | 45     | ??        | ??        |
| 7  | Cadel Evans         | Silence-Lotto    | 42     | ??        | ??        |
| 8  | Óscar Freire        | Rabobank         | 40     | ??        | ??        |
| 8  | Nick Nuyens         | Cofidis          | 40     | ??        | ??        |
| 10 | Juan Antonio Flecha | Rabobank         | 35     | ??        | ??        |

| #  | Équipe                | Points | Précédent | Evolution |
| -- | --------------------- | ------ | --------- | --------- |
| 1  | CSC                   | 72     | ??        | ??        |
| 2  | Caisse d'Épargne      | 70     | ??        | ??        |
| 2  | Astana                | 70     | ??        | ??        |
| 4  | Rabobank              | 67     | ??        | ??        |
| 4  | Silence-Lotto         | 67     | ??        | ??        |
| 6  | High Road             | 61     | ??        | ??        |
| 7  | Gerolsteiner          | 57     | ??        | ??        |
| 8  | La Française des jeux | 53     | ??        | ??        |
| 9  | Saunier Duval-Scott   | 52     | ??        | ??        |
| 10 | Liquigas              | 50     | ??        | ??        |

| #   | Pays       | Points | Précédent | Evolution |
| --- | ---------- | ------ | --------- | --------- |
| 1.  | Espagne    | 203    | ??        | ??        |
| 2.  | Belgique   | 150    | ??        | ??        |
| 3.  | Italie     | 146    | ??        | ??        |
| 4.  | Allemagne  | 87     | ??        | ??        |
| 5.  | France     | 66     | ??        | ??        |
| 6.  | Australie  | 61     | ??        | ??        |
| 7.  | Pays-Bas   | 55     | ??        | ??        |
| 8.  | Luxembourg | 53     | ??        | ??        |
| 9.  | Suisse     | 30     | ??        | ??        |
| 10. | États-Unis | 25     | ??        | ??        |

## Liste des participants
| Gerolsteiner GST | Gerolsteiner GST        | Gerolsteiner GST |
| ---------------- | ----------------------- | ---------------- |
| Num              | Coureur                 | Pos              |
| 1                | Stefan Schumacher (GER) | 15e              |
| 2                | Ronny Scholz (GER)      | 120e             |
| 3                | Heinrich Haussler (GER) | AB               |
| 4                | Andrea Moletta (ITA)    | 55e              |
| 5                | Davide Rebellin (ITA)   | 4e               |
| 6                | Fabian Wegmann (GER)    | 11e              |
| 7                | Markus Zberg (SUI)      | 60e              |
| 8                | Peter Wrolich (AUT)     | AB               |

| AG2R-La Mondiale ALM | AG2R-La Mondiale ALM     | AG2R-La Mondiale ALM |
| -------------------- | ------------------------ | -------------------- |
| Num                  | Coureur                  | Pos                  |
| 11                   | José Luis Arrieta (ESP)  | 108e                 |
| 12                   | Renaud Dion (FRA)        | 133e                 |
| 13                   | Martin Elmiger (SUI)     | 18e                  |
| 14                   | Yuriy Krivtsov (UKR)     | 111e                 |
| 15                   | Julien Loubet (FRA)      | AB                   |
| 16                   | Rene Mandri (EST)        | 66e                  |
| 17                   | Rinaldo Nocentini (ITA)  | 13e                  |
| 18                   | Alexandr Pliuschin (MDA) | AB                   |

| Astana AST | Astana AST             | Astana AST |
| ---------- | ---------------------- | ---------- |
| Num        | Coureur                | Pos        |
| 21         | Thomas Frei (SUI)      | 94e        |
| 22         | Vladimir Gusev (RUS)   | 90e        |
| 23         | Maxim Iglinskiy (KAZ)  | 64e        |
| 24         | Sergueï Ivanov (RUS)   | 7e         |
| 25         | Steve Morabito (SUI)   | 35e        |
| 26         | Dmitri Mouraviov (KAZ) | 41e        |
| 27         | Sérgio Paulinho (POR)  | AB         |
| 28         | Sergueï Yakovlev (KAZ) | 39e        |

| Bouygues Telecom BTL | Bouygues Telecom BTL   | Bouygues Telecom BTL |
| -------------------- | ---------------------- | -------------------- |
| Num                  | Coureur                | Pos                  |
| 31                   | Xavier Florencio (ESP) | 105e                 |
| 32                   | Anthony Geslin (FRA)   | 96e                  |
| 33                   | Vincent Jérôme (FRA)   | 80e                  |
| 34                   | Laurent Lefèvre (FRA)  | 144e                 |
| 35                   | Jérôme Pineau (FRA)    | 10e                  |
| 36                   | Matthieu Sprick (FRA)  | 134e                 |
| 37                   | Thomas Voeckler (FRA)  | 30e                  |
| 38                   | Erki Pütsep (EST)      | AB                   |

| Caisse d'Épargne GCE | Caisse d'Épargne GCE             | Caisse d'Épargne GCE |
| -------------------- | -------------------------------- | -------------------- |
| Num                  | Coureur                          | Pos                  |
| 41                   | José Vicente García Acosta (ESP) | AB                   |
| 42                   | David López García (ESP)         | 95e                  |
| 43                   | Alberto Losada (ESP)             | 92e                  |
| 44                   | Óscar Pereiro (ESP)              | 102e                 |
| 45                   | Joaquim Rodríguez (ESP)          | 8e                   |
| 46                   | José Joaquín Rojas (ESP)         | 68e                  |
| 47                   | Luis León Sánchez (ESP)          | 91e                  |
| 48                   | Alejandro Valverde (ESP)         | 3e                   |

| Cofidis-Le Crédit par Téléphone COF | Cofidis-Le Crédit par Téléphone COF | Cofidis-Le Crédit par Téléphone COF |
| ----------------------------------- | ----------------------------------- | ----------------------------------- |
| Num                                 | Coureur                             | Pos                                 |
| 51                                  | Sylvain Chavanel (FRA)              | 57e                                 |
| 52                                  | Leonardo Duque (COL)                | 77e                                 |
| 53                                  | Sébastien Minard (FRA)              | 145e                                |
| 54                                  | Amaël Moinard (FRA)                 | 117e                                |
| 55                                  | Maxime Monfort (BEL)                | 62e                                 |
| 56                                  | Steve Zampieri (SUI)                | 131e                                |
| 57                                  | Staf Scheirlinckx (BEL)             | 28e                                 |
| 58                                  | Rik Verbrugghe (BEL)                | AB                                  |

| Crédit Agricole C.A | Crédit Agricole C.A       | Crédit Agricole C.A |
| ------------------- | ------------------------- | ------------------- |
| Num                 | Coureur                   | Pos                 |
| 61                  | Alexandre Botcharov (RUS) | 26e                 |
| 62                  | Pietro Caucchioli (ITA)   | 88e                 |
| 63                  | Simon Gerrans (AUS)       | 12e                 |
| 64                  | Jonathan Hivert (FRA)     | 121e                |
| 65                  | Christophe Kern (FRA)     | AB                  |
| 66                  | Ignatas Konovalovas (LTU) | 89e                 |
| 67                  | Maxime Méderel (FRA)      | AB                  |
| 68                  | Nicolas Roche (IRL)       | 56e                 |

| Euskaltel-Euskadi EUS | Euskaltel-Euskadi EUS  | Euskaltel-Euskadi EUS |
| --------------------- | ---------------------- | --------------------- |
| Num                   | Coureur                | Pos                   |
| 71                    | Javier Aramendia (ESP) | AB                    |
| 72                    | Mikel Astarloza (ESP)  | 40e                   |
| 73                    | Jorge Azanza (ESP)     | 97e                   |
| 74                    | Aitor Galdós (ESP)     | 31e                   |
| 75                    | Iñaki Isasi (ESP)      | 98e                   |
| 76                    | Egoi Martínez (ESP)    | 53e                   |
| 77                    | Juan José Oroz (ESP)   | 99e                   |
| 78                    | Rubén Pérez (ESP)      | 106e                  |

| La Française des jeux FDJ | La Française des jeux FDJ | La Française des jeux FDJ |
| ------------------------- | ------------------------- | ------------------------- |
| Num                       | Coureur                   | Pos                       |
| 81                        | Sandy Casar (FRA)         | 22e                       |
| 82                        | Philippe Gilbert (BEL)    | 29e                       |
| 83                        | Christophe Mengin (FRA)   | AB                        |
| 84                        | Francis Mourey (FRA)      | 130e                      |
| 85                        | Anthony Roux (FRA)        | 85e                       |
| 86                        | Tom Stubbe (BEL)          | AB                        |
| 87                        | Jelle Vanendert (BEL)     | 37e                       |
| 88                        | Benoît Vaugrenard (FRA)   | 14e                       |

| Liquigas LIQ | Liquigas LIQ               | Liquigas LIQ |
| ------------ | -------------------------- | ------------ |
| Num          | Coureur                    | Pos          |
| 91           | Valerio Agnoli (ITA)       | 124e         |
| 92           | Michael Albasini (SUI)     | 69e          |
| 93           | Kjell Carlström (FIN)      | 16e          |
| 94           | Dario Cataldo (ITA)        | 65e          |
| 95           | Roman Kreuziger (CZE)      | 52e          |
| 96           | Matej Mugerli (SLO)        | 58e          |
| 97           | Leonardo Bertagnolli (ITA) | 33e          |
| 98           | Frederik Willems (BEL)     | 82e          |

| Quick Step QST | Quick Step QST            | Quick Step QST |
| -------------- | ------------------------- | -------------- |
| Num            | Coureur                   | Pos            |
| 101            | Addy Engels (NED)         | 119e           |
| 102            | Mauro Facci (ITA)         | 51e            |
| 103            | Leonardo Scarselli (ITA)  | 116e           |
| 104            | Hubert Schwab (SUI)       | 87e            |
| 105            | Andrea Tonti (ITA)        | 49e            |
| 106            | Jurgen Van de Walle (BEL) | 115e           |
| 107            | Giovanni Visconti (ITA)   | 63e            |
| 108            | Maarten Wynants (BEL)     | AB             |

| Rabobank RAB | Rabobank RAB              | Rabobank RAB |
| ------------ | ------------------------- | ------------ |
| Num          | Coureur                   | Pos          |
| 111          | Thomas Dekker (NED)       | 5e           |
| 112          | Juan Antonio Flecha (ESP) | 93e          |
| 113          | Óscar Freire (ESP)        | 19e          |
| 114          | Robert Gesink (NED)       | 21e          |
| 115          | Paul Martens (GER)        | AB           |
| 116          | Joost Posthuma (NED)      | 114e         |
| 117          | Bram Tankink (NED)        | 27e          |
| 118          | Laurens ten Dam (NED)     | 50e          |

| Saunier Duval-Scott SDV | Saunier Duval-Scott SDV              | Saunier Duval-Scott SDV |
| ----------------------- | ------------------------------------ | ----------------------- |
| Num                     | Coureur                              | Pos                     |
| 121                     | Eros Capecchi (ITA)                  | 43e                     |
| 122                     | David de la Fuente (ESP)             | 61e                     |
| 123                     | Jesús del Nero (ESP)                 | 24e                     |
| 124                     | Josep Jufré (ESP)                    | 79e                     |
| 125                     | Rubén Lobato (ESP)                   | 48e                     |
| 126                     | Alberto Fernández de la Puebla (ESP) | AB                      |
| 127                     | Aurélien Passeron (FRA)              | 103e                    |
| 128                     | Riccardo Riccò (ITA)                 | AB                      |

| Silence-Lotto SIL | Silence-Lotto SIL        | Silence-Lotto SIL |
| ----------------- | ------------------------ | ----------------- |
| Num               | Coureur                  | Pos               |
| 131               | Mario Aerts (BEL)        | 33e               |
| 132               | Volodymyr Bileka (UKR)   | 110e              |
| 133               | Christophe Brandt (BEL)  | 34e               |
| 134               | Olivier Kaisen (BEL)     | AB                |
| 135               | Matthew Lloyd (AUS)      | 25e               |
| 136               | Maarten Tjallingii (NED) | AB                |
| 137               | Greg Van Avermaet (BEL)  | 84e               |
| 138               | Johan Vansummeren (BEL)  | 17e               |

| CSC | CSC                     | CSC  |
| --- | ----------------------- | ---- |
| Num | Coureur                 | Pos  |
| 141 | Alexandr Kolobnev (RUS) | 36e  |
| 142 | Karsten Kroon (NED)     | 9e   |
| 143 | Gustav Larsson (SWE)    | 44e  |
| 144 | Marcus Ljungqvist (SWE) | 78e  |
| 145 | Andy Schleck (LUX)      | 727e |
| 146 | Fränk Schleck (LUX)     | 2e   |
| 147 | Nicki Sørensen (DEN)    | 32e  |
| 148 | Kurt Asle Arvesen (NOR) | 70e  |

| High Road THR | High Road THR              | High Road THR |
| ------------- | -------------------------- | ------------- |
| Num           | Coureur                    | Pos           |
| 151           | Michael Barry (CAN)        | AB            |
| 152           | Edvald Boasson Hagen (NOR) | 76e           |
| 153           | Gerald Ciolek (GER)        | 38e           |
| 154           | Adam Hansen (AUS)          | 75e           |
| 155           | Kim Kirchen (LUX)          | 20e           |
| 156           | Andreas Klier (GER)        | AB            |
| 157           | Tony Martin (GER)          | 146e          |
| 158           | Marco Pinotti (ITA)        | 100e          |

| Lampre LAM | Lampre LAM              | Lampre LAM |
| ---------- | ----------------------- | ---------- |
| Num        | Coureur                 | Pos        |
| 161        | Alessandro Ballan (ITA) | 54e        |
| 162        | Paolo Tiralongo (ITA)   | 135e       |
| 163        | Paolo Bossoni (ITA)     | AB         |
| 164        | Damiano Cunego (ITA)    | 1er        |
| 165        | Francesco Gavazzi (ITA) | 101e       |
| 166        | Marco Marzano (ITA)     | AB         |
| 167        | Daniele Righi (ITA)     | 128e       |
| 168        | Simon Špilak (SLO)      | 127e       |

| Team Milram MRM | Team Milram MRM        | Team Milram MRM |
| --------------- | ---------------------- | --------------- |
| Num             | Coureur                | Pos             |
| 171             | Igor Astarloa (ESP)    | 47e             |
| 172             | Andriy Grivko (UKR)    | 140e            |
| 173             | Christian Knees (GER)  | 45e             |
| 174             | Enrico Poitschke (GER) | AB              |
| 175             | Björn Schröder (GER)   | 141e            |
| 176             | Niki Terpstra (NED)    | 113e            |
| 177             | Martin Velits (SVK)    | 118e            |
| 178             | Erik Zabel (GER)       | 23e             |

| Barloworld BAR | Barloworld BAR              | Barloworld BAR |
| -------------- | --------------------------- | -------------- |
| Num            | Coureur                     | Pos            |
| 181            | John-Lee Augustyn (RSA)     | AB             |
| 182            | Giampaolo Cheula (ITA)      | 123e           |
| 183            | Marco Corti (ITA)           | 136e           |
| 184            | Moisés Dueñas (ESP)         | 83e            |
| 185            | Christopher Froome (KEN)    | 138e           |
| 186            | Christian Pfannberger (AUT) | 6e             |
| 187            | Hugo Sabido (POR)           | 42e            |
| 188            | Carlo Scognamiglio (ITA)    | 129e           |

| Landbouwkrediet-Tönissteiner LAN | Landbouwkrediet-Tönissteiner LAN | Landbouwkrediet-Tönissteiner LAN |
| -------------------------------- | -------------------------------- | -------------------------------- |
| Num                              | Coureur                          | Pos                              |
| 191                              | Paul Manning (GBR)               | AB                               |
| 192                              | Bert Scheirlinckx (BEL)          | 132e                             |
| 193                              | Bert De Waele (BEL)              | 46e                              |
| 194                              | Sébastien Delfosse (BEL)         | 142e                             |
| 195                              | Benjamin Gourgue (BEL)           | 143e                             |
| 196                              | Steven Kleynen (BEL)             | AB                               |
| 197                              | Jan Kuyckx (BEL)                 | AB                               |
| 198                              | Nico Sijmens (BEL)               | AB                               |

| Skil-Shimano SKS | Skil-Shimano SKS         | Skil-Shimano SKS |
| ---------------- | ------------------------ | ---------------- |
| Num              | Coureur                  | Pos              |
| 201              | Roy Curvers (NED)        | 107e             |
| 202              | Maarten den Bakker (NED) | 112e             |
| 203              | Yukihiro Doi (JPN)       | 109e             |
| 204              | Floris Goesinnen (NED)   | 126e             |
| 205              | Robert Wagner (GER)      | AB               |
| 206              | Piet Rooijakkers (NED)   | AB               |
| 207              | Albert Timmer (NED)      | 125e             |
| 208              | Tom Veelers (NED)        | 137e             |

| Slipstream-Chipotle TSL | Slipstream-Chipotle TSL        | Slipstream-Chipotle TSL |
| ----------------------- | ------------------------------ | ----------------------- |
| Num                     | Coureur                        | Pos                     |
| 211                     | Magnus Bäckstedt (SWE)         | AB                      |
| 212                     | Jason Donald (USA)             | AB                      |
| 213                     | Huub Duyn (NED)                | AB                      |
| 214                     | Ryder Hesjedal (CAN)           | 81e                     |
| 215                     | Martijn Maaskant (NED)         | 74e                     |
| 216                     | Jonathan Patrick McCarty (USA) | 86e                     |
| 217                     | David Millar (GBR)             | 73e                     |
| 218                     | Kilian Patour (FRA)            | AB                      |

| Topsport Vlaanderen TSV | Topsport Vlaanderen TSV  | Topsport Vlaanderen TSV |
| ----------------------- | ------------------------ | ----------------------- |
| Num                     | Coureur                  | Pos                     |
| 231                     | Koen Barbé (BEL)         | AB                      |
| 232                     | Johan Coenen (BEL)       | 139e                    |
| 233                     | Pieter Ghyllebert (BEL)  | AB                      |
| 234                     | Serge Pauwels (BEL)      | 67e                     |
| 235                     | Sven Renders (BEL)       | 71e                     |
| 236                     | Preben Van Hecke (BEL)   | AB                      |
| 237                     | Kristof Vandewalle (BEL) | 122e                    |
| 238                     | Frederik Veuchelen (BEL) | 104e                    |

| Gerolsteiner GST | Gerolsteiner GST        | Gerolsteiner GST |
| ---------------- | ----------------------- | ---------------- |
| Num              | Coureur                 | Pos              |
| 1                | Stefan Schumacher (GER) | 15e              |
| 2                | Ronny Scholz (GER)      | 120e             |
| 3                | Heinrich Haussler (GER) | AB               |
| 4                | Andrea Moletta (ITA)    | 55e              |
| 5                | Davide Rebellin (ITA)   | 4e               |
| 6                | Fabian Wegmann (GER)    | 11e              |
| 7                | Markus Zberg (SUI)      | 60e              |
| 8                | Peter Wrolich (AUT)     | AB               |

| AG2R-La Mondiale ALM | AG2R-La Mondiale ALM     | AG2R-La Mondiale ALM |
| -------------------- | ------------------------ | -------------------- |
| Num                  | Coureur                  | Pos                  |
| 11                   | José Luis Arrieta (ESP)  | 108e                 |
| 12                   | Renaud Dion (FRA)        | 133e                 |
| 13                   | Martin Elmiger (SUI)     | 18e                  |
| 14                   | Yuriy Krivtsov (UKR)     | 111e                 |
| 15                   | Julien Loubet (FRA)      | AB                   |
| 16                   | Rene Mandri (EST)        | 66e                  |
| 17                   | Rinaldo Nocentini (ITA)  | 13e                  |
| 18                   | Alexandr Pliuschin (MDA) | AB                   |

| Astana AST | Astana AST             | Astana AST |
| ---------- | ---------------------- | ---------- |
| Num        | Coureur                | Pos        |
| 21         | Thomas Frei (SUI)      | 94e        |
| 22         | Vladimir Gusev (RUS)   | 90e        |
| 23         | Maxim Iglinskiy (KAZ)  | 64e        |
| 24         | Sergueï Ivanov (RUS)   | 7e         |
| 25         | Steve Morabito (SUI)   | 35e        |
| 26         | Dmitri Mouraviov (KAZ) | 41e        |
| 27         | Sérgio Paulinho (POR)  | AB         |
| 28         | Sergueï Yakovlev (KAZ) | 39e        |

| Bouygues Telecom BTL | Bouygues Telecom BTL   | Bouygues Telecom BTL |
| -------------------- | ---------------------- | -------------------- |
| Num                  | Coureur                | Pos                  |
| 31                   | Xavier Florencio (ESP) | 105e                 |
| 32                   | Anthony Geslin (FRA)   | 96e                  |
| 33                   | Vincent Jérôme (FRA)   | 80e                  |
| 34                   | Laurent Lefèvre (FRA)  | 144e                 |
| 35                   | Jérôme Pineau (FRA)    | 10e                  |
| 36                   | Matthieu Sprick (FRA)  | 134e                 |
| 37                   | Thomas Voeckler (FRA)  | 30e                  |
| 38                   | Erki Pütsep (EST)      | AB                   |

| Caisse d'Épargne GCE | Caisse d'Épargne GCE             | Caisse d'Épargne GCE |
| -------------------- | -------------------------------- | -------------------- |
| Num                  | Coureur                          | Pos                  |
| 41                   | José Vicente García Acosta (ESP) | AB                   |
| 42                   | David López García (ESP)         | 95e                  |
| 43                   | Alberto Losada (ESP)             | 92e                  |
| 44                   | Óscar Pereiro (ESP)              | 102e                 |
| 45                   | Joaquim Rodríguez (ESP)          | 8e                   |
| 46                   | José Joaquín Rojas (ESP)         | 68e                  |
| 47                   | Luis León Sánchez (ESP)          | 91e                  |
| 48                   | Alejandro Valverde (ESP)         | 3e                   |

| Cofidis-Le Crédit par Téléphone COF | Cofidis-Le Crédit par Téléphone COF | Cofidis-Le Crédit par Téléphone COF |
| ----------------------------------- | ----------------------------------- | ----------------------------------- |
| Num                                 | Coureur                             | Pos                                 |
| 51                                  | Sylvain Chavanel (FRA)              | 57e                                 |
| 52                                  | Leonardo Duque (COL)                | 77e                                 |
| 53                                  | Sébastien Minard (FRA)              | 145e                                |
| 54                                  | Amaël Moinard (FRA)                 | 117e                                |
| 55                                  | Maxime Monfort (BEL)                | 62e                                 |
| 56                                  | Steve Zampieri (SUI)                | 131e                                |
| 57                                  | Staf Scheirlinckx (BEL)             | 28e                                 |
| 58                                  | Rik Verbrugghe (BEL)                | AB                                  |

| Crédit Agricole C.A | Crédit Agricole C.A       | Crédit Agricole C.A |
| ------------------- | ------------------------- | ------------------- |
| Num                 | Coureur                   | Pos                 |
| 61                  | Alexandre Botcharov (RUS) | 26e                 |
| 62                  | Pietro Caucchioli (ITA)   | 88e                 |
| 63                  | Simon Gerrans (AUS)       | 12e                 |
| 64                  | Jonathan Hivert (FRA)     | 121e                |
| 65                  | Christophe Kern (FRA)     | AB                  |
| 66                  | Ignatas Konovalovas (LTU) | 89e                 |
| 67                  | Maxime Méderel (FRA)      | AB                  |
| 68                  | Nicolas Roche (IRL)       | 56e                 |

| Euskaltel-Euskadi EUS | Euskaltel-Euskadi EUS  | Euskaltel-Euskadi EUS |
| --------------------- | ---------------------- | --------------------- |
| Num                   | Coureur                | Pos                   |
| 71                    | Javier Aramendia (ESP) | AB                    |
| 72                    | Mikel Astarloza (ESP)  | 40e                   |
| 73                    | Jorge Azanza (ESP)     | 97e                   |
| 74                    | Aitor Galdós (ESP)     | 31e                   |
| 75                    | Iñaki Isasi (ESP)      | 98e                   |
| 76                    | Egoi Martínez (ESP)    | 53e                   |
| 77                    | Juan José Oroz (ESP)   | 99e                   |
| 78                    | Rubén Pérez (ESP)      | 106e                  |

| La Française des jeux FDJ | La Française des jeux FDJ | La Française des jeux FDJ |
| ------------------------- | ------------------------- | ------------------------- |
| Num                       | Coureur                   | Pos                       |
| 81                        | Sandy Casar (FRA)         | 22e                       |
| 82                        | Philippe Gilbert (BEL)    | 29e                       |
| 83                        | Christophe Mengin (FRA)   | AB                        |
| 84                        | Francis Mourey (FRA)      | 130e                      |
| 85                        | Anthony Roux (FRA)        | 85e                       |
| 86                        | Tom Stubbe (BEL)          | AB                        |
| 87                        | Jelle Vanendert (BEL)     | 37e                       |
| 88                        | Benoît Vaugrenard (FRA)   | 14e                       |

| Liquigas LIQ | Liquigas LIQ               | Liquigas LIQ |
| ------------ | -------------------------- | ------------ |
| Num          | Coureur                    | Pos          |
| 91           | Valerio Agnoli (ITA)       | 124e         |
| 92           | Michael Albasini (SUI)     | 69e          |
| 93           | Kjell Carlström (FIN)      | 16e          |
| 94           | Dario Cataldo (ITA)        | 65e          |
| 95           | Roman Kreuziger (CZE)      | 52e          |
| 96           | Matej Mugerli (SLO)        | 58e          |
| 97           | Leonardo Bertagnolli (ITA) | 33e          |
| 98           | Frederik Willems (BEL)     | 82e          |

| Quick Step QST | Quick Step QST            | Quick Step QST |
| -------------- | ------------------------- | -------------- |
| Num            | Coureur                   | Pos            |
| 101            | Addy Engels (NED)         | 119e           |
| 102            | Mauro Facci (ITA)         | 51e            |
| 103            | Leonardo Scarselli (ITA)  | 116e           |
| 104            | Hubert Schwab (SUI)       | 87e            |
| 105            | Andrea Tonti (ITA)        | 49e            |
| 106            | Jurgen Van de Walle (BEL) | 115e           |
| 107            | Giovanni Visconti (ITA)   | 63e            |
| 108            | Maarten Wynants (BEL)     | AB             |

| Rabobank RAB | Rabobank RAB              | Rabobank RAB |
| ------------ | ------------------------- | ------------ |
| Num          | Coureur                   | Pos          |
| 111          | Thomas Dekker (NED)       | 5e           |
| 112          | Juan Antonio Flecha (ESP) | 93e          |
| 113          | Óscar Freire (ESP)        | 19e          |
| 114          | Robert Gesink (NED)       | 21e          |
| 115          | Paul Martens (GER)        | AB           |
| 116          | Joost Posthuma (NED)      | 114e         |
| 117          | Bram Tankink (NED)        | 27e          |
| 118          | Laurens ten Dam (NED)     | 50e          |

| Saunier Duval-Scott SDV | Saunier Duval-Scott SDV              | Saunier Duval-Scott SDV |
| ----------------------- | ------------------------------------ | ----------------------- |
| Num                     | Coureur                              | Pos                     |
| 121                     | Eros Capecchi (ITA)                  | 43e                     |
| 122                     | David de la Fuente (ESP)             | 61e                     |
| 123                     | Jesús del Nero (ESP)                 | 24e                     |
| 124                     | Josep Jufré (ESP)                    | 79e                     |
| 125                     | Rubén Lobato (ESP)                   | 48e                     |
| 126                     | Alberto Fernández de la Puebla (ESP) | AB                      |
| 127                     | Aurélien Passeron (FRA)              | 103e                    |
| 128                     | Riccardo Riccò (ITA)                 | AB                      |

| Silence-Lotto SIL | Silence-Lotto SIL        | Silence-Lotto SIL |
| ----------------- | ------------------------ | ----------------- |
| Num               | Coureur                  | Pos               |
| 131               | Mario Aerts (BEL)        | 33e               |
| 132               | Volodymyr Bileka (UKR)   | 110e              |
| 133               | Christophe Brandt (BEL)  | 34e               |
| 134               | Olivier Kaisen (BEL)     | AB                |
| 135               | Matthew Lloyd (AUS)      | 25e               |
| 136               | Maarten Tjallingii (NED) | AB                |
| 137               | Greg Van Avermaet (BEL)  | 84e               |
| 138               | Johan Vansummeren (BEL)  | 17e               |

| CSC | CSC                     | CSC  |
| --- | ----------------------- | ---- |
| Num | Coureur                 | Pos  |
| 141 | Alexandr Kolobnev (RUS) | 36e  |
| 142 | Karsten Kroon (NED)     | 9e   |
| 143 | Gustav Larsson (SWE)    | 44e  |
| 144 | Marcus Ljungqvist (SWE) | 78e  |
| 145 | Andy Schleck (LUX)      | 727e |
| 146 | Fränk Schleck (LUX)     | 2e   |
| 147 | Nicki Sørensen (DEN)    | 32e  |
| 148 | Kurt Asle Arvesen (NOR) | 70e  |

| High Road THR | High Road THR              | High Road THR |
| ------------- | -------------------------- | ------------- |
| Num           | Coureur                    | Pos           |
| 151           | Michael Barry (CAN)        | AB            |
| 152           | Edvald Boasson Hagen (NOR) | 76e           |
| 153           | Gerald Ciolek (GER)        | 38e           |
| 154           | Adam Hansen (AUS)          | 75e           |
| 155           | Kim Kirchen (LUX)          | 20e           |
| 156           | Andreas Klier (GER)        | AB            |
| 157           | Tony Martin (GER)          | 146e          |
| 158           | Marco Pinotti (ITA)        | 100e          |

| Lampre LAM | Lampre LAM              | Lampre LAM |
| ---------- | ----------------------- | ---------- |
| Num        | Coureur                 | Pos        |
| 161        | Alessandro Ballan (ITA) | 54e        |
| 162        | Paolo Tiralongo (ITA)   | 135e       |
| 163        | Paolo Bossoni (ITA)     | AB         |
| 164        | Damiano Cunego (ITA)    | 1er        |
| 165        | Francesco Gavazzi (ITA) | 101e       |
| 166        | Marco Marzano (ITA)     | AB         |
| 167        | Daniele Righi (ITA)     | 128e       |
| 168        | Simon Špilak (SLO)      | 127e       |

| Team Milram MRM | Team Milram MRM        | Team Milram MRM |
| --------------- | ---------------------- | --------------- |
| Num             | Coureur                | Pos             |
| 171             | Igor Astarloa (ESP)    | 47e             |
| 172             | Andriy Grivko (UKR)    | 140e            |
| 173             | Christian Knees (GER)  | 45e             |
| 174             | Enrico Poitschke (GER) | AB              |
| 175             | Björn Schröder (GER)   | 141e            |
| 176             | Niki Terpstra (NED)    | 113e            |
| 177             | Martin Velits (SVK)    | 118e            |
| 178             | Erik Zabel (GER)       | 23e             |

| Barloworld BAR | Barloworld BAR              | Barloworld BAR |
| -------------- | --------------------------- | -------------- |
| Num            | Coureur                     | Pos            |
| 181            | John-Lee Augustyn (RSA)     | AB             |
| 182            | Giampaolo Cheula (ITA)      | 123e           |
| 183            | Marco Corti (ITA)           | 136e           |
| 184            | Moisés Dueñas (ESP)         | 83e            |
| 185            | Christopher Froome (KEN)    | 138e           |
| 186            | Christian Pfannberger (AUT) | 6e             |
| 187            | Hugo Sabido (POR)           | 42e            |
| 188            | Carlo Scognamiglio (ITA)    | 129e           |

| Landbouwkrediet-Tönissteiner LAN | Landbouwkrediet-Tönissteiner LAN | Landbouwkrediet-Tönissteiner LAN |
| -------------------------------- | -------------------------------- | -------------------------------- |
| Num                              | Coureur                          | Pos                              |
| 191                              | Paul Manning (GBR)               | AB                               |
| 192                              | Bert Scheirlinckx (BEL)          | 132e                             |
| 193                              | Bert De Waele (BEL)              | 46e                              |
| 194                              | Sébastien Delfosse (BEL)         | 142e                             |
| 195                              | Benjamin Gourgue (BEL)           | 143e                             |
| 196                              | Steven Kleynen (BEL)             | AB                               |
| 197                              | Jan Kuyckx (BEL)                 | AB                               |
| 198                              | Nico Sijmens (BEL)               | AB                               |

| Skil-Shimano SKS | Skil-Shimano SKS         | Skil-Shimano SKS |
| ---------------- | ------------------------ | ---------------- |
| Num              | Coureur                  | Pos              |
| 201              | Roy Curvers (NED)        | 107e             |
| 202              | Maarten den Bakker (NED) | 112e             |
| 203              | Yukihiro Doi (JPN)       | 109e             |
| 204              | Floris Goesinnen (NED)   | 126e             |
| 205              | Robert Wagner (GER)      | AB               |
| 206              | Piet Rooijakkers (NED)   | AB               |
| 207              | Albert Timmer (NED)      | 125e             |
| 208              | Tom Veelers (NED)        | 137e             |

| Slipstream-Chipotle TSL | Slipstream-Chipotle TSL        | Slipstream-Chipotle TSL |
| ----------------------- | ------------------------------ | ----------------------- |
| Num                     | Coureur                        | Pos                     |
| 211                     | Magnus Bäckstedt (SWE)         | AB                      |
| 212                     | Jason Donald (USA)             | AB                      |
| 213                     | Huub Duyn (NED)                | AB                      |
| 214                     | Ryder Hesjedal (CAN)           | 81e                     |
| 215                     | Martijn Maaskant (NED)         | 74e                     |
| 216                     | Jonathan Patrick McCarty (USA) | 86e                     |
| 217                     | David Millar (GBR)             | 73e                     |
| 218                     | Kilian Patour (FRA)            | AB                      |

| Topsport Vlaanderen TSV | Topsport Vlaanderen TSV  | Topsport Vlaanderen TSV |
| ----------------------- | ------------------------ | ----------------------- |
| Num                     | Coureur                  | Pos                     |
| 231                     | Koen Barbé (BEL)         | AB                      |
| 232                     | Johan Coenen (BEL)       | 139e                    |
| 233                     | Pieter Ghyllebert (BEL)  | AB                      |
| 234                     | Serge Pauwels (BEL)      | 67e                     |
| 235                     | Sven Renders (BEL)       | 71e                     |
| 236                     | Preben Van Hecke (BEL)   | AB                      |
| 237                     | Kristof Vandewalle (BEL) | 122e                    |
| 238                     | Frederik Veuchelen (BEL) | 104e                    |